# Basim Magdy

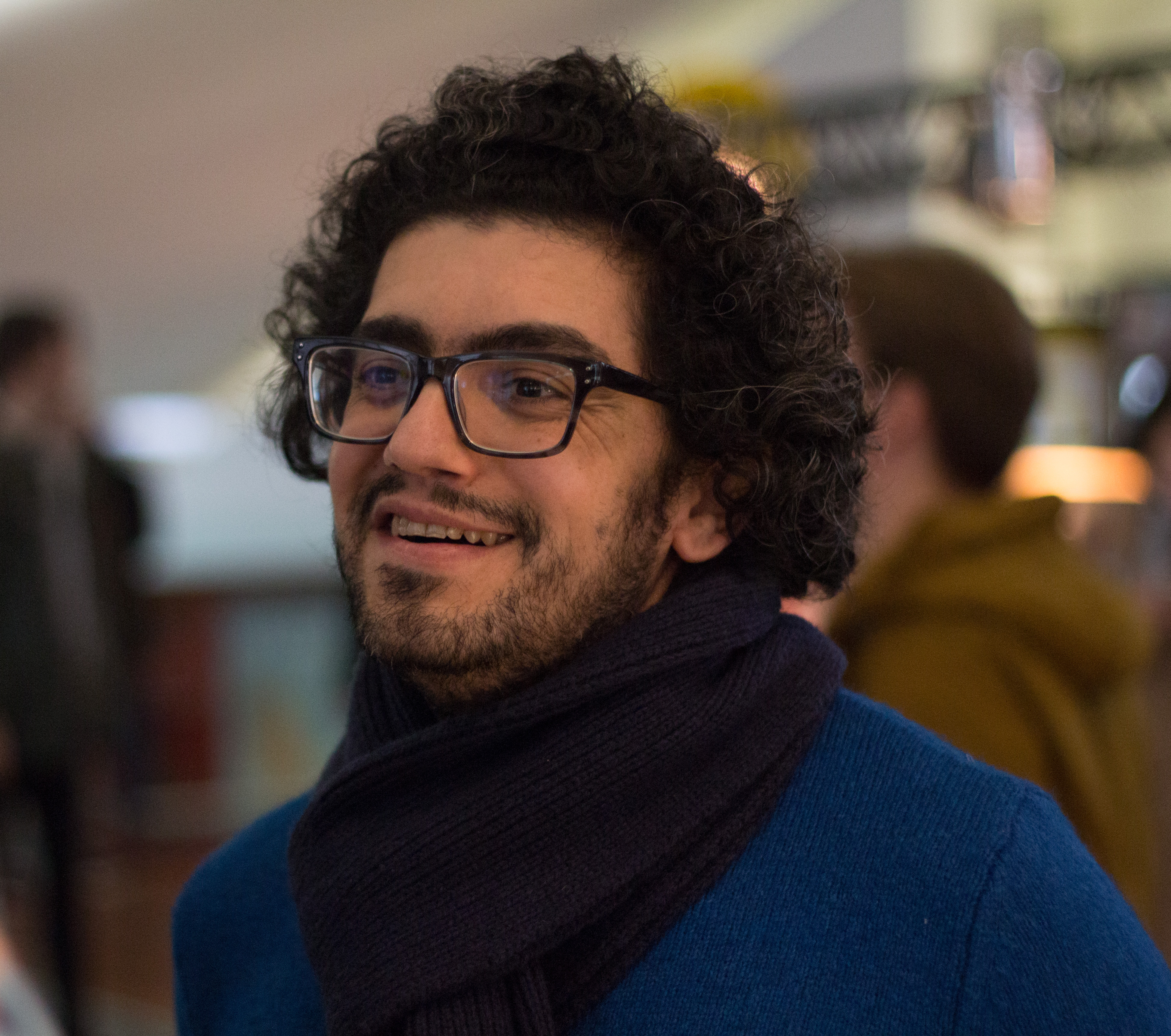
Basim Magdy, 2017

Basim Magdy (Egitto, 1977) è un artista egiziano.

## Biografia
Nel 2000 si diploma in pittura, alla Helwan University de Il Cairo e attualmente vive e lavora tra Basilea e Il Cairo.
Il suo lavoro è caratterizzato dall'uso di diversi media tra cui disegno, pittura, animazione, installazione, scultura, film, video e suono.
Crea strutture narrative che esplorano lo spazio tra realtà e finizione ed è influenzato dalla scienza, dalla storia, dalla cultura globale e dalla diffusione della conoscenza.
Il suo lavoro propone una diversa comprensione delle strutture di potere e rivela le pratiche autoritarie attuate dai media  che rappresenta sottilmente attraverso astronauti, fantasmi, yeti o sue creazioni come il diavolo albino. Il suo lavoro si articola in diversi livelli di confusione, in modo che sia sempre possibile introdurre nuovi elementi. Soldati, astronauti, pirati, supereroi e il diavolo albino possono coesistere in un ambiente artificiale che cerca di simulare la realtà.

## Curatela
Nel 2005 cura la mostra “Threat Zone” al Triangle Project Space di San Antonio in Texas, Stati Uniti

## Mostre

### Mostre personali
2010
- One Day We Will Shine Like The Stars, KÖR Kunsthalle Wien spazio pubblico di Karlsplatz (a cura di Katarzyna Uszynska), Vienna

2009
- Pray For Me, Fondazione Teseco Per l'Arte, Pisa, Italia (a cura di Stefano Coletto)
- 1968: Memorial to a Rising Continent, Newman Popiashvili Gallery, New York, Stati Uniti
- Last Good Deed, Kunsthaus Baselland, Basilea, Svizzera (a cura di Sabine Schaschl)

2008
- On A Better Day Than This, Townhouse Gallery of Contemporary Art, Il Cairo, Egitto
- Blank Light, Ausstellungsraum Klingental, Basilea, Svizzera (con Jérôme Leuba)

2007
- Brief Encounters with Semi-Fictional Worlds, Alexandria Contemporary Arts Forum, Alessandria, Egitto
- The Common Deceit of Reality, Okay Mountain, Austin, Stati Uniti (a cura di Regine Basha)
- Lost Arks, Uszynska Schaufenster, Vienna (a cura di Katarzyna Uszynska)
- Gazing at the Miracle of Civilization, ARCO Projects, Madrid, Spagna

2006
- In the Grave of Intergalactic Utopia, Newman Popiashvili Gallery, New York, Stati Uniti

2005
- Your New Life with Your Old Enemies, ObjectNotFound Project Space, Monterrey, Messico
- Current Whereabouts Unknown, Tyler Drosdeck and Basim Magdy, Newman Popiashvili Gallery, New York, Stati Uniti

2004
- Dream on, Neue Kunst Halle St. Gallen, Fries 02, Svizzera (in collaborazione con Marianne Rinderknecht)

2003
- Two Days to Apocalypse, Falaki Gallery, Il Cairo
- Dream on, Townhouse Gallery, Il Cairo, Egitto (in collaborazione Marianne Rinderknecht)
- Hero of the day, The Cold Room Gallery, Cape Town, Sudafrica

2002
- Re-define, Basim Magdy e Karem Mahrous, The Townhouse Gallery of contemporary art, Il Cairo, Egitto

2001
- The Future, The Townhouse Gallery of contemporary art, Il Cairo, Egitto

2000
- Paintings, The Townhouse Gallery of contemporary art, Il Cairo, Egitto

### Mostre collettive
2011
- Rehearsal, Galeri NON, Istanbul (a cura di Nazli Gurlek)
- No Network, 1st Time Machine Biennial of Contemporary Art D. O. ARK Underground Sarajevo/Konjic, Bosnia Erzegovina (a cura di Branislav Dimitrijevic)
- Locus Agonistes – Practices and Logics of the Civic, Beirut Art Center, Beirut, Libano (a cura di Okwui Enwezor)
- Space. About a Dream, Kunsthalle Wien, Vienna, Austria (a cura di Catherine Hug)
- Serious Games, War – Media – Art, Institut Mathildenhöhe, Darmstadt, Germania (a cura di Antje Ehmann e Harun Farocki)

2010
- An Exchange With Sol Lewitt, Mass MOCA – Massachusetts Museum of Contemporary Art, North Adams, Massachusetts, Massa and Cabinet Space, New York, Stati Uniti (a cura di Regine Basha) *The Utopian Airport Lounge, Makan, Amman, Jordan (a cura di Juliana Smith)
- The Total Fuckin' Darkness Show!, Appartement, Berlin (a cura di Jennifer Davy)
- Street and Studio – From Basquiat to Seripop, Kunsthalle Wien, Vienna, Austria (a cura di Catherine Hug e Thomas Miessgang)
- Indefinite Destination, The Red House – Centre for Culture and Debate, Sofia, Bulgaria (a cura di Öyku Özsoy e Vessela Nozharova)
- Ce Qui Vient (That Which Comes), Ateliers de Rennes – Biennale dʼart contemporain, Rennes, Francia (a cura di Raphaële Jeune)
- As the land Expands, Al Riwaq Art Space, Kingdom of Bahrain (a cura di November Paynter)
- Why Not? The Palace of Arts, Il Cairo, Egitto (a cura di Mohamed Talaat)
- Cheat Codes: lessons in love, The Fine Arts Gallery at Vanderbilt University, Nashville, Tennessee, Stati Uniti (a cura di Amelia Winger – Bearskin)
- Indefinite Destination, DEPO, Istanbul, Turchia (a cura di Öyku Özsoy e Vessela Nozharova)
- Cheat Codes: lessons in love, Antena, Pilsen, Chicago, Stati Uniti (a cura di Amelia Winger – Bearskin)

2009
- Scratch, ADN Galeria, Barcellona, Spagna (a cura di Miguel Ángel Sánchez e Pierre Olivier Rollin)
- Where Are You? Townhouse Gallery of Contemporary Art, Il Cairo, Egitto (a cura di Beate Engel)
- Tina B. on the Road, TINA B. Festival of Contemporary Art, Praga, Repubblica Ceca
- Obsession for Collection – a selection of works from the Lodeveans Collection, Summerfield Gallery, University of Gloucestershire, Cheltenham (a cura di Bob Davison e Stuart Evans).
- Alive!, LUXE Gallery, New York (a cura di Stephan Stoyanov)
- Fragile Monuments, Suzie Q Projects – Galerie Bob van Orsouw, Zurigo, Svizzera (a cura di Eva Scharrer)

2008
- The World Needs a Narrative, Kevin Kavanagh Gallery, Dublino, Irlanda (a cura di Kevin Kavanagh e Jacqui McIntosh)
- Fake, MUSAC – Museo de Arte Contemporáneo de Castilla y León, Leon, Spagna
- Billboard Text Art: EMERGING WORDS, TINA B. Festival of Contemporary Art, Praga (a cura di Grey Zone – Monika Burian, Adam Vackar, Marek Tomin, Kirsimaria Toronen-Ripatti)
- Clinch / Cross / Cut, New Jersey, Basilea, Svizzera
- The Geopolitics of Animation, MARCO – Museo de Arte Contemporánea de Vigo, Vigo, Spagna (a cura di Juan Antonio Alvarez Reyes)

2007
- War, Peace and Ecstasy – Artissima Video Lounge, Torino, Italia (a cura di Cecilia Alemani)
- The Geopolitics of Animation, Centro Andaluz de Arte Contemporáneo Art (CAAC), Siviglia, Spagna (a cura di Juan Antonio Alvarez Reyes)
- The Most Curatorial Biennial of the Universe, Apexart, New York, Stati Uniti
- The End Begins, The Gallery at The Hospital, Londra (a cura di Gill Hedley del Lodeveans Collection)
- Me Odio Y Quiero Comprar, Enrique Guerrero Gallery, Città del Messico, Messico (a cura di Ruben Gutierrez)
- Out of Place, Galerie Sfeir-Semler, Beirut, Libano (a cura di William Wells)
- Histoires Animées, Le Fresnoy, Studio National des Arts Contemporains, Tourcoing (Nord-Pas de Calais), Francia (a cura di Marta Gili, Juan Antonio Álvarez Reyes, Lawrence Dreyfus, Neus Miró e Pascale Pronnier)

2006
- All about Lies, Apartment Project, Istanbul, Turchia
- Històries Animades, Sala Rakalde, Bilbao, Spagna (a cura di Marta Gili, Juan Antonio Álvarez Reyes, Lawrence Dreyfus, Neus Miró e Pascale Pronnier)
- Murals, Newman Popiashvili Gallery, New York
- Històries Animades, Fundación “la Caixa “- CaixaForum, Barcellona, Spagna (a cura di Marta Gili, Juan Antonio Álvarez Reyes, Lawrence Dreyfus, Neus Miró e Pascale Pronnier)
- Drawing Restraint, Galerie SAW Gallery, Ottawa, Canada

2005
- PhotoCairo3, The Townhouse Gallery of Contemporary Art, Il Cairo, Egitto
- Threat Zone, Triangle Project Space, San Antonio, Texas, Stati Uniti (a cura di Basim Magdy)
- Lovely Shanghai Music, Zendai Museum of Modern Art, Shanghai, Cina / Hanover Kunstverein Hanover, Germania (a cura di Team 404 e John Armleder)
- Enemy Image, Momenta Art, New York, Stati Uniti (a cura di Elena Sorokina)
- Toys, The Townhouse Gallery of Contemporary Art, Cairo, Egitto. (a cura di Aleya Hamza)
- Posted, Hiscox Art Projects, Londra, Inghilterra (a cura di Sas Mackie)
- Bling Bling Ka-Ching! Made in America, The Pickled Art Center, Beijing, Cina (a cura di Koan Jeff Baysa e Ryan Harris)

2004
- Yellow Pages, MAMCO, Musée dʼart moderne et contemporain, Ginevra, Svizzera (a cura di Team 404 e John Armleder)
- Re:source, Art in General, New York, Stati Uniti
- Recollection # 1, ObjectNotFound project space, Monterrey, Messico

2003
- Yellow Pages, Kunsthalle Palazzo, Liestal, Svizzera
- Aponoumena, Collapsible Kunsthalle, MIART, Milano, Italia, (con Marianne Rinderknecht)
- Work in progress, South African National Gallery (SANG) Annex, Cape Town, Sudafrica

2001
- Al Nitaq Festival of Contemporary Art, Il Cairo, Egitto

### Proiezioni
2011
- Musée d'art contemporain de Baie Saint-Paul, Quebec, Canada

2010
- Others2Specify, White Box, New York (a cura di Specify Others)
- Questioning Narrative: In Conversation with Basim Magdy, BIO OKO (OKO CINEMA) in collaborazione con FUTURA Center for Contemporary Art (organizzato da Markéta Stara)
- By Other Means, Samuso: Space for Contemporary Art, Seoul (a cura di November Paynter)

2009
- Last Stop for Love, Virginia Cultural Center, Newseum Museum, Rosslyn, VA, Stati Uniti (a cura di Amelia Winger-Bearskin)
- The Message, Art Dubai, Dubai, Emirati Arabi Uniti (a cura di Sylvia Kouvali)
- Aspirations: The Fable, The Dream and The Thousandth and One Night, Art Dubai, Dubai, Emirati Arabi Uniti (a cura di Aida Eltorie)

2008
- NADA Video Nights, John Connelly Presents, New York, Stati Uniti (a cura di November Paynter)

## Filmografia
- 2010 My Father Looks For An Honest City, Super 8 trasferito su video HD, 5 min. 28 sec.
- 2010 A Film About The Way Things Are, Super 8 trasferito su video, 11 min. 07 sec.
- 2009 Turtles All The Way Down, Super 8 e DV su DVD, 10 min. 09 sec.
- 2008 Maybe There is a Message, video, 6 min. 55 sec.
- 2003 Two Days to Apocalypse, Flash animation trasferita su DVD, 3 min. 29 sec.

## Progetti
2009
- In Art We Trust, online project, organized bt Artist Pension Trust (a cura di Yulia Tikhonova)
- Last Good Deed, double-sided poster for Kunsthaus Baselland

2008
- Pool of Possibilities: Mapping Currents of the 3rd Guangzhou Triennial, Asia Art Archive, Seoul (a cura di Stina Edblom)
- MUTE Magazine, artist project with 3 drawings, Vol. 1, agosto
- Chimurenga Magazine # 12 and 13. Dr Satanʼs Echo Chamber.
- Voices: Basim Magdy, NY Art Magazine, gennaio – febbraio.

2007
- Cairo Interview Project with Hans Ulrich Obrist, Townhouse Gallery, Il Cairo.
- An artist project comprised of 2 images and a short story for Gringo Magazine.
- A Cunning Plan, a project of disseminated images in 3 art publications: Artl!es, Art Papers and The Okay Mountain Reader in the spring of 2007 in conjunction with the show: The Common Deceit of Reality at Okay Mountain, Austin (a cura di Regine Basha)

2005
- Interruption, a project for Campus Magazine (a cura di Aleya Hamza)

2004
- The Decline Of Space, an outdoor installation at Art Omi, New York, Stati Uniti

2003
- Going Places, a project for public buses. Cairo, Egypt (a cura di Mai Abu ElDahab)

## Residenze / Workshops
2011
- Le Conteurs, Symposium International d'Art Contemporain de Baie-St-Paul, organizzato da Musée d'art contemporain de Baie Saint-Paul, Quebec, Canada

2010
- FUTURA – Center For Contemporary Art, Prague, Repubblica Ceca(residenza)
- Platform Contemporary Art Center, Istanbul, Turchia (residenza)

2004
- Art Omi, New York, Stati Uniti (residenza)

2003
- Open Studios, The Townhouse Gallery of contemporary art, Il Cairo, Egitto (workshop)
- Wasla International Artists Workshop, Nweiba, Egitto (organizzatore)
- Greatmore Studios, Cape Town, Sudafrica (residenza)
- Thupelo International Artists Workshop, Malmesbury, Sudafrica

2002
- Braziers International Artists Workshop, Ipsden, Oxfordshire, Inghilterra
- Internationale Austausch Region Basel, iaab studios, Basilea, Svizzera (residenza)

## Scritti di Basim Magdy
- 2003 «Walk like an Egyptian», issues of diversity concerning representations of contemporary Egyptian art, Nafas Magazine
- 2004 «Walk like an Egyptian», 1-2/04 (47-48) Africa e Mediterraneo, Agosto

## Conferenze e presentazioni
2010
- Urban Tourist Superheroes in Space, Mediamatic, Amsterdam, organized by Nat Muller (presentation)

2009
- Across Histories, Cabinet Space, Basim Magdy and Regine Basha, organized by ArteEast.

(presentation)
2007
- University of Texas, Austin, USA, (lecture)
- Alexandria Contemporary Art Forum ACAF, Alexandria, Egypt (presentation)

2006
- American University in Cairo AUC, Cairo, Egypt (lecture)

2004
- Projectraum exex, St. Gallen, Switzerland (presentation)

2003
- South African National Gallery Annex, Cape Town, South Africa (presentation)

2002
- Portes Ouvertes, DB Areal, Basel, Switzerland (presentation)
- Frontstore Gallery, Basel, Switzerland (presentation)
- F+F Schule fuer Kunst und Mediendesign, Zurich, Switzerland (lecture)

## Pubblicazioni
2009
- The Younger Than Jesus Artist Directory, ed. Laura Hoptman, Lauren Cornell and Massimiliano Gioni. Published by Phaidon and the New Museum, New York

2008
- In The Arab World … Now, interview with Audrey Mascina, Galerie Enrico Navarra.

2006
- Histories Animades, Ed. Marta Gili, Juan Antonio Álvarez Reyes, Lawrence Dreyfus, Neus Miró and Pascale Pronnier. Le Fresnoy and Fundacio “la Caixa”

2005
- 20 Jahre Kunsthalle St. Gallen, JRP / Ringier, Zurich
- A Brighter Future Than The Ones We Had Before, Basim Magdy (edition of 600 – full color)

2004
- Yellow Pages. Ed. John Armleder and Team 404.
- Dream on, Marianne Rinderknecht and Basim Magdy. Ed. Gianni Jetzer. Neue Kunst Halle St. Gallen

2003
- Wasla workshop for Contemporary Art catalogue. Ed. Mai Abu ElDahab
- Braziers 2002 catalogue

2001
- Art and the Islamic World, Richard Woffenden «The state of the arts in Egypt», volume 35